# Gert Gudera

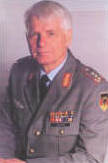
Gert Gudera auf einem Veranstaltungsplakat der CDU-Fraktion des Hessischen Landtags

Gert Gudera (* 14. Dezember 1943 in Aussig, Reichsgau Sudetenland) ist ein deutscher Generalleutnant außer Dienst des Heeres der Bundeswehr und war zuletzt von 2001 bis 2004 Inspekteur des Heeres.

## Militärische Laufbahn
Gudera trat 1966 als Grundwehrdienstleistender in den Dienst der Bundeswehr und wurde anschließend zum Offizier der Nachschubtruppe ausgebildet. Von 1968 bis 1969 diente er als Zugführer und absolvierte anschließend bis 1973 ein Studium der Betriebswirtschaftslehre an der Akademie des Heeres für Maschinenwesen (ab August 1971 Fachhochschule des Heeres 1) in Darmstadt.
1973 wurde er nach Gießen versetzt und diente im dortigen Nachschubbataillon 330 als Kompaniechef. Von 1977 bis 1979 absolvierte Gudera den 20. Generalstabslehrgang Heer an der Führungsakademie der Bundeswehr in Hamburg, wo er zum Offizier im Generalstabsdienst ausgebildet wurde, und diente anschließend bis 1981 zuerst als Logistikoffizier (G 4) im Generalstab der Panzergrenadierbrigade 13 in Wetzlar und danach als Referent im Bundeskanzleramt unter der Leitung von Manfred Lahnstein (SPD).
Von 1981 bis 1982 absolvierte er eine Generalstabsausbildung am britischen Staff College in Camberley und war danach bis 1985 als Generalstabsoffizier für Planung und Organisation beim III. Korps in Koblenz unter dem Kommando von Generalleutnant Hans-Joachim Mack eingesetzt. Anschließend wurde er nach Bad Mergentheim versetzt und kommandierte bis 1987 das dortige Nachschubbataillon 12. Von 1987 bis 1988 war Gudera Referent im Planungsstab des Bundesministeriums der Verteidigung unter Bundesminister Manfred Wörner (CDU) und anschließend bis 1989 Adjutant des Inspekteurs des Heeres bei Generalleutnant Henning von Ondarza.
Von 1989 bis 1991 war Gudera als Abteilungsleiter für Logistik im Wehrbereichskommando V in Stuttgart eingesetzt. Im Anschluss daran übernahm er vom 1. April 1991 bis zum 31. März 1993 die Panzerbrigade 36 in Bad Mergentheim. Nach diesem Truppenkommando wurde er abermals nach Bonn in das Verteidigungsministerium versetzt und diente dort bis 1996 als Unterabteilungsleiter für Personalangelegenheiten. Am 1. Oktober 1996 übernahm Gudera dann, zum Generalmajor ernannt, die 7. Panzerdivision in Düsseldorf. Zugleich war er bis zum September 2000 Befehlshaber im Wehrbereich III. In dieser Verwendung war er zwischen Dezember 1997 und Juni 1998 in Sarajewo als Chef des Stabes der NATO-Stabilisierungskräfte unter dem Kommando des US-amerikanischen Generals Eric K. Shinseki in Bosnien und Herzegowina eingesetzt.
Am 1. Juli 2000 übergab Gudera die 7. Panzerdivision an Generalmajor Jürgen Ruwe und trat zum 1. Oktober in Bonn als Generalleutnant den Posten des stellvertretenden Inspekteurs des Heeres an und war bis zum 28. März 2001 der Stellvertreter von Helmut Willmann, dem er als Inspekteur des Heeres nachfolgte.
Gudera trat am 3. März 2004 als Inspekteur des Heeres zurück und ging in den Ruhestand. Die Gründe für den Rücktritt waren Spannungen zwischen ihm und dem damaligen Bundesverteidigungsminister Peter Struck. Beide waren sich uneins über die Reform des Heeres. Gudera kritisierte, dass das Heer bei der höchsten Einsatzbelastung der Teilstreitkräfte zugleich die höchsten Einsparungen hinnehmen musste.
Gudera ist verheiratet und hat zwei Söhne.

## Auszeichnungen
- Verdienstkreuz am Bande des Verdienstordens der Bundesrepublik Deutschland
- Meritorious Service Medal
- NATO-Medaille Jugoslawien und SFOR